# What's Love Got to Do with It (película)
What's Love Got To Do With It es una película biográfica de 1993 que cuenta «la verdadera historia» de la cantante suiza Tina Turner. Esta película fue dirigida por Brian Gibson, con las estrellas Angela Bassett como Tina y Laurence Fishburne como Ike Turner.
El guion fue adaptado por Kate Lanier del libro Yo, Tina escrito por Tina Turner y Kurt Loder. La película pinta una visión oscura de la relación de Tina con su entonces mentor y marido Ike Turner. En la banda sonora de la película destacó la canción de éxito "What's Love Got To Do With It". La película recaudó en bruto casi 50 millones de dólares solamente en Estados Unidos y en bruto sobre casi 10 millones de dólares en el Reino Unido.

## Argumento (resumen)
"What's Love Got To Do With It" es la biografía filmada de la cantante de rock Tina Turner (Angela Bassett), documentando sus esfuerzos para separarse de su marido abusivo Ike (Laurence Fishburne). Después de unas escenas que detallan la vida de Tina como una cantante joven en Nutbush, Tennessee, ella es descubierta por Ike Turner, un ya establecido compositor de canciones, guitarrista, y productor de discos. Ike toma a Tina bajo su ala y la hace una estrella, pero su fama lo hace celoso y abusivo, y ella tiene que luchar para liberarse de su dominación.
Después de una violenta discusión previa a una presentación, Tina abandona abruptamente a Ike, huyendo con nada más que treinta y cinco centavos y una tarjeta de crédito para gasolina. Buscando refugio, visita a una amiga que la introduce a la fe budista. En esta práctica, Tina encuentra la fuerza necesaria para enfrentar a Ike y lanzarse como artista por su propia cuenta. Ella encuentra al gerente famoso Roger Davies (quien trabajó con Olivia Newton-John). La película termina con una confrontación final entre Ike y Tina antes del espectáculo principal de Tina en el Teatro Ritz, donde Ike amenaza a Tina con un arma, pero Tina le demuestra a Ike que ya no le teme y en última instancia no la daña. Tina canta su nueva canción "What's Love Got To Do With It" lo que históricamente fue un enorme éxito y estableció a Tina Turner como uno de los logros más grandes del mundo musical y un icono.

## Premios y nominaciones
Angela Bassett fue nominada para un Oscar por su representación de Tina Turner. Ganó el Globo de Oro para la Mejor Actriz de Comedia o Musical así como un Premio NAACP "para una Actriz Excepcional en una Película".
También Fishburne fue nominado para un Óscar.
La película ganó el Premio Americano de Coreografía por una de sus secuencias de baile.